# Dido, Königin von Carthago
Dido, Königin von Carthago ist eine Barock-Oper in drei Akten von Christoph Graupner. Das Libretto von Heinrich Hinsch basiert auf Vergils Epos Aeneis. Die Uraufführung fand im Frühling 1707 in der Oper am Gänsemarkt in Hamburg statt.
Die Oper ist vorwiegend in deutscher Sprache geschrieben, enthält aber auch 16 Arien in italienischer Sprache. Im Gegensatz zu den anderen Rollen singt Dido vorwiegend in Moll-Tonarten.

## Handlung

### Vorgeschichte
Nach dem Untergang Trojas machte sich der trojanische Prinz Aeneas, ein Sohn der Göttin Venus, auf den Weg zu dem ihm durch ein Orakel verheißenen Land Italien. In einem Sturm wurde sein Schiff an die Küste der Stadt Carthago verschlagen, wo er auf die Königin Dido traf. Diese nahm ihn auf und verliebte sich in ihn.

### Erster Akt
Im Schlaf erscheint Dido die Göttin Juno, die sie vor einem drohenden Unheil warnt. Sie schreckt auf und ruft um Hilfe. Ihre Vertraute Iras kommt mit einigen Hofdamen. Dido schickt sie fort, um nachzusehen, ob Aeneas nicht heimlich fortsegelt. Didos Schwester Anna tröstet sie damit, dass ihre Hochzeit mit Aeneas noch heute stattfinden solle. Da kommt Iras zurück und beruhigt sie, dass die Schiffe leer sind und Aeneas noch nicht aufgestanden ist.
Anna besingt ihre Freiheit vom Zwang der Liebe, ist aber insgeheim doch in Juba, den König von Tyrus, verliebt. Aeneas, Menalippe, Juba, Hiarbas, Achates und Iras besingen unabhängig voneinander Cupido als Tyrannen. Iras bedrängt Achates, der jedoch nichts von ihr wissen möchte. Juba liebt Anna und vergleicht sie wegen ihrer Widerspenstigkeit mit Marmorsteinen. Er gibt aber die Hoffnung nicht auf.
Am Meeresufer beklagt Hiarbas, der König von Numidien, seine unerwiderte Liebe zu der ihm bereits früher versprochenen Dido. In ihn wiederum ist Menalippe unglücklich verliebt.
Aeneas motiviert seine Leute zum Bau der Stadt Carthago. Er hat kein Interesse mehr daran, nach Italien zu segeln. Als er bemerkt, dass Dido an seiner Liebe zu ihr zweifelt, beruhigt er sie.
Der Götterbote Mercurius steigt vom Himmel herab und ermahnt Aeneas, endlich nach Italien aufzubrechen, um die Herrschaft dort zu übernehmen. Jupiter und seine Mutter Venus haben befohlen, dass er noch heute aufbrechen müsse, wenn er nicht den Zorn des Himmels auf sich lenken wolle. Sein Freund Achates rät ihm, zu fliehen und den Willen der Götter zu erfüllen.

### Zweiter Akt
Dido opfert am Heiligtum ihres ersten Gemahls Sichäus, der von seinem Bruder Pygmalion ermordet worden war. Sein Geist erscheint, winkt ihr zu und ruft sie dreimal mit Namen. Dido glaubt, er wolle sie zu sich ins Grab rufen und fällt in Ohnmacht. Iras hat die Szene mit angesehen.
Hiarbas schwört, Carthago zu vernichten, wenn Dido ihn weiterhin verschmähen sollte. Da tritt Menalippe ein und bittet ihn um Schutz. Auf ihrer Flucht von Ägypten nach Numidien war sie durch einen Sturm an dieses Land verschlagen worden. Sie versichert, ihm treu dienen zu wollen. Hiarbas erzählt ihr von seiner unerwiderten Liebe zu Dido und verlangt von ihr, ihm bei seiner Rache an Carthago zu helfen. Juba, der das Gespräch unbemerkt mitangehört hat, nimmt sich vor, Anna davon zu erzählen und so ihre Gunst zu erlangen.
Dido und Anna beraten sich über das beste Verhalten Hiarbas gegenüber. Sie erwarten, dass er demnächst erneut um Dido werben wird. Dido aber kann das nicht annehmen.
Achates empfiehlt Aeneas, dem Befehl seiner Mutter Venus und Jupiters nachzugeben. Aeneas hält die Macht Amors jedoch für größer als die Jupiters. Auch der Zorn der Götter könne nichts an seiner Treue zu Dido ändern. Da erscheint Venus und erneuert den Befehl, sofort nach Italien aufzubrechen. Carthago sei unbedeutend im Vergleich mit der zukünftigen Macht Italiens.
Juba bittet Anna um ihre Liebe. Obwohl sie bereits insgeheim in ihn verliebt ist, reagiert sie immer noch abweisend.
Im königlichen Audienz-Saal empfängt Dido den Gesandten des Hiarbas mit seinem Gefolge. Auch Hiarbas und Menalippe sind anwesend.
Der Gesandte bietet Dido Hiarbas' Szepter und sein Herz. Sie erklärt jedoch, noch um Sichäus zu trauern und deshalb ablehnen zu müssen. Der Gesandte droht ihr mit Krieg. Numidien sei bereits vorbereitet. Er wirft ihr seinen Säbel vor die Füße. Dido verachtet die Drohungen und beschließt, dem Gott Mithra ein Menschenopfer darzubringen. Hiarbas ist beeindruckt von ihrer Anmut. Ein einziger Blick von ihr lässt all seinen Zorn vergehen.
Zur Vorbereitung der Opferfeier durch den Priester Disalces soll das Opfer durch ein Los bestimmt werden. Auch Hiarbas ergreift ein Los und wird erwählt. Menalippe versucht vergeblich, ihn daran zu hindern, aber Hiarbas ist fest entschlossen, als Opfer zu sterben.
Aeneas hat sich zur Flucht entschlossen. Achates berichtet ihm, dass seine Leute hart arbeiten, um die Schiffe zur Abreise fertigzustellen und das Land verlassen zu können. Iras kommt hinzu und wirft Achates vor, durch die geplante Flucht meineidig zu werden. Achates gesteht ihr seine Liebe und bietet ihr an, mitzukommen. Sie vereinbaren einen Treffpunkt, an dem sie das Schiff unbemerkt betreten kann.
Am Altar Mithras soll nun das Opfer dargebracht werden. Hiarbas wird in einem geweihten Kleid unter einen mit Kränzen umwundenen Baldachin gebracht. Die Priester tanzen. Als Hiarbas zum Altar geführt wird, zerschlägt ein Donnerschlag einen Teil des Altars. Der Priester Disalces erkennt, dass das Opfer ungeeignet ist. Hiarbas kann sein Herz nicht mehr opfern, weil er es bereits Dido gewidmet hat. Disalces’ Orakelspruch verkündet, dass weder Dido noch Hiarbas ihr Ziel erreichen werden. Er verlangt nun ein Lamm als Ersatz für das Opfer. Dido tröstet sich mit der unversehrten Liebe Aeneas’, hat aber böse Vorahnungen.

### Dritter Akt
Im Hafen liegt trojanische Flotte in Schlacht-Ordnung bereit. Aeneas hatte versprochen, anlässlich des Hochzeitsfestes einen Schaukampf auszurichten. Dido kommt mit ihrem Gefolge, um ihn sich anzusehen. Nach der Begrüßung betreten Aeneas und Achates die Schiffe. Iras macht sich auf den Weg zum vereinbarten Treffpunkt. Die Schiffe fahren los, und Aeneas ruft Dido seinen Abschiedsgruß zu. Da erkennt sie, dass das Manöver eine Täuschung war und Aeneas die Flucht ergriffen hat. Iras, die nun doch nicht mitgenommen wurde, erzählt Dido und den anderen, dass Aeneas und die Trojaner wirklich abgereist sind. Dido ruft zum Rachefeldzug auf.
Nun, da Aeneas abgereist ist, macht sich Hiarbas wieder Hoffnung auf Dido. Er erzählt es Menalippe, die nicht glaubt, dass sich Dido so schnell wieder jemand anderem zuwenden könne.
Anna versucht vergeblich, die vor Wut kochende Dido zu besänftigen. Diese verlangt Rache und lässt den Zauberer Elgabal holen, um die zurückgelassene Kleidung und das Schwert Aeneas’ der Hekate zu opfern.
Anna und Juba finden endlich zueinander und gestehen einander ihre Liebe.
In Didos Zimmer bereiten Elgabal und Iras den Altar für Hekate vor und zünden die Kleidung an. Als Elgabal die Beschwörungsformel spricht, verlöschen die Flammen. Dido steigt in die Glut und stürzt sich in Aeneas’ Schwert. Iras fleht zur Göttin Juno um Hilfe. Da erscheint die Göttin Iris auf einem Regenbogen und verkündet, dass das Gebet erhört worden sei. Die Seele der Dido steigt mit ihr in den Himmel auf. Iras stürzt sich ebenfalls in das Schwert, um ihrer Königin in den Tod zu folgen.
Die Hofleute, Anna und Juba beklagen den Tod Didos. Anna wird als Nachfolgerin ihrer Schwester zur Königin ernannt. Sie befiehlt, zu Ehren Didos Tempel und Altäre zu bauen und sie zur Schutzgöttin zu erheben, da der Krieg mit Numidien bevorsteht. Da tritt Hiarbas mit einem Ölzweig ein und bietet Frieden an. Menalippe kommt hinzu und klagt Hiarbas bei Anna an, ihre Liebe missachtet zu haben. Erst jetzt erkennt er ihren Wert und bittet sie um Verzeihung. Er ist nun bereit, sie zu lieben. Anna und Juba beschließen ebenfalls zu heiraten.

## Aufführungsgeschichte
In neuerer Zeit wurde das Werk am 15. April 2010 im Rahmen von zeitfenster V. – Biennale Alter Musik im Konzerthaus Berlin konzertant aufgeführt. Florian Heyerick leitete das elbipolis Barockorchester. Die Sänger waren Salomé Haller (Dido), Jutta Böhnert (Anna), Anna Prohaska (Juno und Venus), Doerthe Maria Sandmann (Menalippe), Colin Balzer (Aeneas), Thomas Volle (Achates), Holger Falk (Juba) und Nils Cooper (Jarbas). Das Konzert wurde live von Deutschlandradio Kultur übertragen.
Im August 2024 wurde die Oper unter dem Titel Dido bei den Innsbrucker Festwochen der Alten Musik szenisch aufgeführt. Die musikalische Leitung hatte Andrea Marcon inne, die Titelrolle sang Robin Johannsen. Regie führte Deda Cristina Colonna. Für Bühne und Kostüme war Domenico Franchi verantwortlich.